# Modelletto

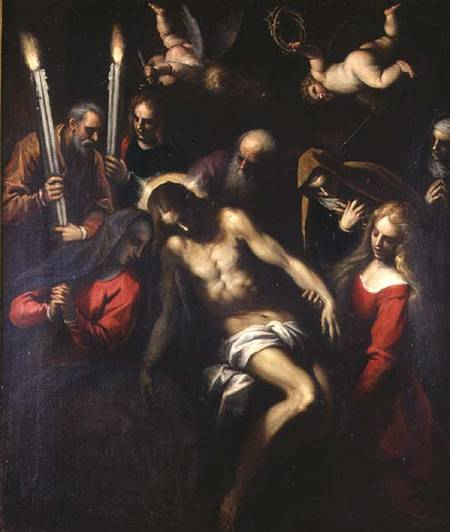
Jacopo il Giovane: Model pro oltářní obraz katedrály v Reggio Emilia, asi 1612

Modelletto (italsky modellino) je pojem ve výtvarném umění. Jedná se o model sochařského i malířského díla, provedený v drobném měřítku. Většinou bývá zhotovený ze studijního materiálu, vyčleněného pro takové účely z praktických či úsporných důvodů. Součástí tvůrčího postupu se modelletto stalo zejména v období baroka. Vycházelo z autorského či dílenského modelu (bozzetto), návrhu, vytvořeného umělcem pro potřeby jeho práce na vzniku díla. Modelletto označuje konečný návrh díla, který v propracované zmenšené formě sloužil k jeho názorné prezentaci objednavateli, popř. jako podklad k sepsání smlouvy na definitivní dílo.